# Zoea

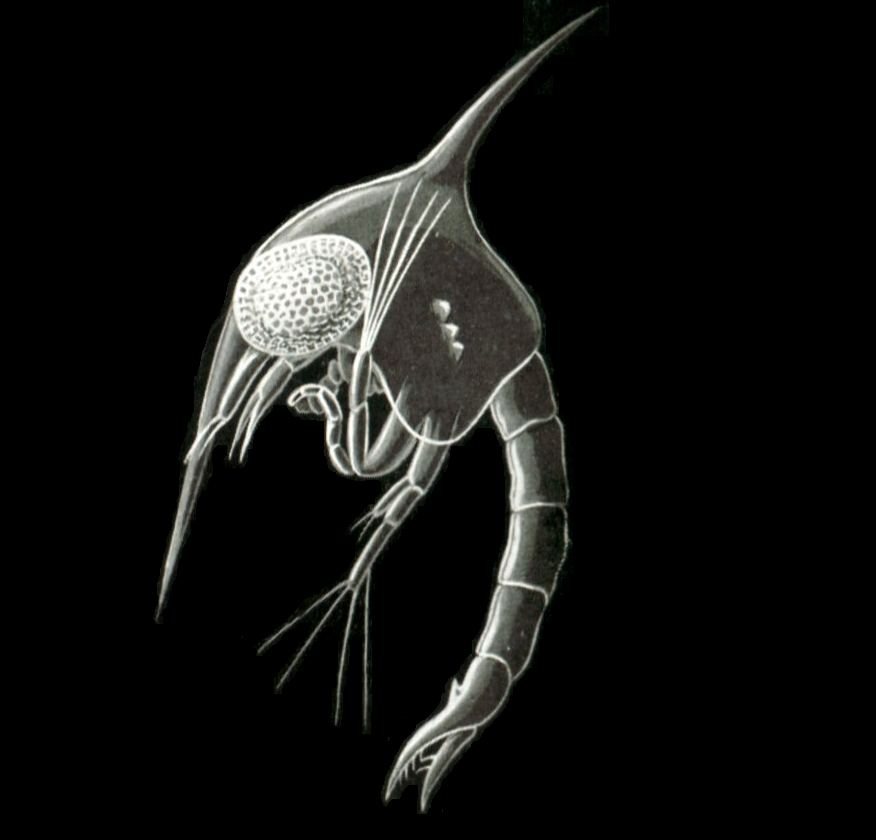
Zoea, krab pobřežní (Carcinus maenas)

Zoea je sekundární larva korýšů, resp. desetinožců.
Morfologicky není příliš podobná dospělci. Složené (fasetové) oči jsou v poměru k tělu veliké, tělo je protáhlé a končetiny jsou málo vyvinuté, krátké a bez kloubů. Po opuštění matky se zoea stává součástí mořského zooplanktonu a živí se jako filtrátor. Pohybuje se ve vodním sloupci vertikálně spolu s planktonem, přičemž kvůli predaci a bakteriálním infekcím má značnou mortalitu.
Než zoea pokročí do dalšího vývojového stupně, svlékne krunýř celkem pětkrát až osmkrát a po každém svléknutí povyroste. Před posledním svlékáním krunýře měří na délku přibližně 1 mm. Následně se mění v megalopu.
V larválním stupni nazvaném „zoea“ stráví živočich přibližně dvě třetiny doby potřebné k přeměně v dospělce.